# Stichting Kanjers voor Kanjers
Stichting Kanjers voor Kanjers is een stichting die lokale projecten steunt ten behoeve van het welzijn van kinderen. De stichting geeft geen geld, maar zorgt dat het project in kwestie wordt uitgevoerd. De stichting heeft geen keurmerk van het Centraal Bureau Fondsenwerving.
Stichting Kanjers voor Kanjers werd in 2009 opgericht en is gevestigd in Aalten. In 2010 ontving de stichting de CH-ring van voetbalploeg De Graafschap.

## Activiteiten
De stichting organiseert verschillende activiteiten, zoals het jaarlijks terugkerend Kanjers voor Kanjers Sport Event in de Achterhoek. In 2011 werd een kunstveiling georganiseerd.
In 2018 werd ruim 11.000 euro opgehaald tijdens een regionale sponsorloop in de Achterhoek.
In 2019 werd het tienjarig jubileum gevierd. Ook werd een donatie van 12.000 euro in ontvangst genomen.
In 2022 werd ruim 60.000 euro opgehaald met het evenement Kanjer Mountain Challenge.

## Ambassadeurs
De stichting kent verschillende ambassadeurs:
- Tristan Hoffman
- Robert Gesink
- Stef Dusseldorp
- Jelle van Gorkom
- Gert-Jan Wassink
- Loes Gunnewijk
- Thijs van Amerongen
- Aniek van Koot
- Demi Vermeulen